# Cornelis Verdonck
Cornelis Verdonck (* 1563 in Turnhout; † 5. Juli 1625 in Antwerpen) war ein franko-flämischer Komponist und Sänger der späten Renaissance.

## Leben und Wirken
Der Autor Frans Sweerts berichtete im Jahr 1628, dass Cornelis Verdonck seine frühen Jahre im Haus des Patriziers Cornelis Pruenen verbracht hat; dieser hat ihn besonders gefördert. Seine erste musikalische Ausbildung als Kapellknabe bekam Verdonck vermutlich an der Kathedrale Notre-Dame in Antwerpen unter Gérard de Turnhout. Im Zuge der Anwerbung von Sängerknaben für die Capilla flamenca gelangte Verdonck zusammen mit Philippe Rogier im Jahr 1572 nach Madrid an die Hofkapelle des spanischen Königs Philipp II., wo er für etwa acht Jahre blieb. Auf Grund seiner Begabung bekam er nach dem Stimmbruch die Möglichkeit zu studieren. Der spanische König schrieb hierzu am 16. Februar 1580 an seinen Neffen Alessandro Farnese wegen des Studiums von Verdonck und zwei weiteren bisherigen Kapellknaben an der Universität Douai. Wohl ab dieser Zeit war Verdonck auch Schüler von Séverin Cornet, der seit 1572 Singmeister an der Kathedrale von Antwerpen war. Dieser machte seinen Schüler mit den neueren italienischen Stilentwicklungen bekannt; darüber hinaus hat er die ersten Kompositionen seines Schülers in seine drei Drucke von 1581 aufgenommen.
Ab 1584 wirkte Cornelis Verdonck wieder für eine Reihe von Jahren als Sänger am spanischen Hof in Madrid, und zwar bis zum Tod von König Philipp II. im Jahr 1598. Aus der Widmung von Verdoncks Chansondruck geht hervor, dass er im April 1599 wieder nach Antwerpen zurückgekehrt ist. Als in diesem Jahr Erzherzog Albrecht und seine Frau Isabella feierlich in Antwerpen eingezogen sind, schrieb er zu diesem Anlass die Motette „Prome novas, hymnae faces“; diese soll, Augenzeugenberichten zufolge, von sechs Knaben auf einem künstlichen Elefanten sitzend gesungen worden sein. In der Folgezeit war der Komponist in den Diensten verschiedener Antwerpener Amtsträger. Nachdem Verdoncks Madrigalbuch von 1603 dem Neffen seines früheren Gönners Cornelis Pruenen, Johannes Carolus de Cordes, Gouverneur von Wichelen und Serskamp, gewidmet war, wäre es möglich, dass er auch in dessen Dienst gestanden hat. Er war auch bis zu seinem Tod Inhaber einer Pfründe in Eindhoven. Cornelis Verdonck starb 62-jährig im Juli 1625 in Antwerpen; hier wurde ihm auch von seinen Dienstherren ein Grabmal gestiftet.

## Bedeutung
Unter den geistlichen Werken von Cornelis Verdonck sind seine beiden Bildmotetten, „Ave gratia plena“ und das Magnificat, besonders zu erwähnen; sie befinden sich in den Kupferstichen von Marten de Vos. Die Motette „Amor Jesu dulcissime“ ist ein frühes Beispiel für Gesänge zu Weihnachten (cantiones natalitiae). Die Beiträge Verdoncks zur Gruppe der Madrigale reiht sich in die Kompositionen von Hubert Waelrant, Cornelis Schuyt (1557–1616) und Jan Pieterszoon Sweelinck ein, die zum Typ des in Antwerpen gepflegten italienischen Madrigals gehören und in ihrem handwerklichen Können ein vergleichsweise hohes Niveau erreichten. In den vertonten Texten kommen Vertreter der regionalen Dichtkunst zur Geltung, so beispielsweise der bereits erwähnte Cornelis Pruenen in dem Madrigal „Donna bella e gentile“ von Verdonck.
Eine späte Sonderform der Chanson ist die franko-flämische Chanson der Spanischen Niederlande, die bis zum Jahr 1600 aktuell war, viele Jahre länger als die Pariser Chanson, und sich unter anderem in den Ausgaben des Antwerpener Verlegers Pierre Phalèse repräsentierte. Besonders Andreas Pevernage und Cornelis Verdonck praktizierten hier einen Chanson-Stil, welcher der Pariser Tendenz nicht folgte und die Vorliebe für eine polyphone Kompositionsweise aufrechterhielt. In seinem Stück „Helas quel jour“ zitiert Verdonck kurz die gleichnamige Chanson von Orlando di Lasso und lässt die Komposition anschließend einen ganz eigenständigen Verlauf nehmen.

## Werke
- Geistliche Werke
  - Motette „Quam pulchra es“ zu sechs Stimmen in der Sammlung Cantiones musicae, Antwerpen 1581
  - Motette „Ave gratia plena“, Bildmotette zu vier Stimmen, 1584
  - Magnificat, Bildmotette zu fünf Stimmen, 1585
  - Motette „Prome novas, hymnae faces“ zu sechs Stimmen, in der Sammlung Historia narratio von J. Bochius, Antwerpen 1602
  - 1 weitere Motette zu fünf Stimmen in der Sammlung Florilegium sacrarum cantionum, Antwerpen 1609
  - Hymnus „Amor Jesu dulcissime“ in der Sammlung Laudes vespertinae Beatae Mariae virginis zu vier bis sechs Stimmen, Antwerpen 1629
- Weltliche Werke
  - 1 Chanson in der Sammlung Chansons françoyses zu fünf bis acht Stimmen, Antwerpen 1581
  - 1 Madrigal in der Sammlung Madrigali zu fünf bis acht Stimmen, Antwerpen 1581
  - 2 Madrigale in der Sammlung Symphonia angelica zu vier bis sechs Stimmen, Antwerpen 1585
  - 3 Madrigale und 1 Chanson in der Sammlung Bicinia, sive cantiones suavissimae duarum vocum zu zwei Stimmen, Antwerpen 1590
  - 3 Madrigale in der Sammlung Melodia olympica zu vier bis acht Stimmen, Antwerpen 1591
  - 4 Chansons in der Sammlung Chansons zu fünf Stimmen, Antwerpen 1594
  - 1 Madrigal in der Sammlung Madrigali a otto voci zu acht Stimmen, Antwerpen 1596
  - 1 Madrigal in der Sammlung Paradiso musicale di madrigali et canzoni, Antwerpen 1596
  - 3 Chansons in der Sammlung Le Rossignol musical des chansons, Antwerpen 1597
  - 1 Madrigal in der Sammlung Il vago alboreto di madrigali et canzoni, Antwerpen 1597
  - Sammlung „Poésies françoises de diverses autheurs, mises en musique par Corneille Verdonq“ zu fünf bis zehn Stimmen, Antwerpen 1599
  - 1 Madrigal in der Sammlung De floridi virtuosi d’Italia madrigali zu fünf Stimmen, Antwerpen 1600
  - 1 Madrigal in der Sammlung Ghirlanda di madrigali zu sechs Stimmen, Antwerpen 1601
  - Sammlung „Madrigali“ zu sechs Stimmen, Antwerpen 1603
  - 1 Madrigal in der Sammlung Novi frutti musicali madrigali zu fünf Stimmen, Antwerpen 1610
  - 2 weitere Chansons